# Eumedonia alpicola
Eumedonia alpicola är en fjärilsart som beskrevs av Kolar 1926. Eumedonia alpicola ingår i släktet Eumedonia och familjen juvelvingar. Inga underarter finns listade i Catalogue of Life.